# Calocheiridius mussardi
Calocheiridius mussardi är en spindeldjursart som beskrevs av Beier 1973. Calocheiridius mussardi ingår i släktet Calocheiridius och familjen Olpiidae. Inga underarter finns listade.